# Ловчий приказ
Ловчий приказ, ранее Ловчий путь — центральный орган управления (ведомство, приказ) на Руси (России), заведовавший царской звериной охотой, и царские ловчие угодья.
В древние времена ловля (охота) была лучшей практической школой для подготовления юношей к военному делу. Почти все древнерусские князья сознавали необходимость заниматься ловлей (охотой). Ловчий путь, также обозначал все княжеские охотничьи угодья в той или иной стране, позднее в том или другом уезде (например «Московский путь»). Ловчий путь как угодья делился на станы. В каждом стане было несколько деревень и починков, которыми заведовал особый ловчий.
К. А. Неволин полагает, что возник он с учреждением чина (звания) ловчего, в 1569 году.
В грамоте царя Бориса, от 1601 года, указано: «Большого Дворца дворовые люди всех чинов: ключники, стряпчие, сытники, подключники; конюшенного приказу приказчики, конюхи, стремянные, стряпчие; ловчего пути охотники и конные псари; сокольничья пути кречетники, сокольники, ястребники, трубники и сурначей».
В начале XVII века приказ этот продолжал существовать. Когда он уничтожен — неизвестно; вероятно, в первую половину XVII века, так как Котошихин ловчего приказа уже не знает: в его время звериной охотой заведовал конюшенный приказ.
В 1695 — 1696 годах был образован Преображенский приказ, в ведение которого и был передан из приказа «Большого Дворца» Семёновский потешный двор со всеми находившимися в нем птицами, зверями и служителями ловли (охоты).